# Susan Seidelman
Susan Seidelman (Filadelfia, 11 dicembre 1952) è una regista statunitense.

## Biografia
Susan Seidelman appartiene alla prima ondata di registe donne indipendenti nel cinema americano degli anni ottanta. Si è diplomata all'Abington Senior High School nel 1969, e ha studiato moda e arte alla Drexel University di Filadelfia. I suoi primi tentativi di regia presso la New York University Tisch School of the Arts furono premiati.
Nel 1982 debuttò alla regia con il lungometraggio Smithereens, che fu il primo film americano indipendente in concorso al Festival di Cannes 1982. Questo film fu scritto dallo sceneggiatore Ron Nyswaner, che sarebbe stato candidato al Premio Oscar per la sceneggiatura di Philadelphia nel 1994. Il suo secondo film Cercasi Susan disperatamente segnò il debutto di Madonna nel mondo del cinema e fu il primo grande successo di Susan Seidelman. Inoltre grazie a questo film acquisirono notorietà Rosanna Arquette e Aidan Quinn.
I suoi due film successivi, Cercasi l'uomo giusto, con John Malkovich, e Cookie, non ebbero successo al botteghino, e anche con She-Devil - Lei, il diavolo, versione cinematografica del romanzo di Fay Weldon Vita e amori di una diavolessa, con Roseanne Barr e Meryl Streep, Susan Seidelman non riuscì a replicare il successo di Cercasi Susan disperatamente. Successivamente, lavorò con successo in televisione per molti anni, dirigendo la puntata pilota ed alcune tra le prime puntate della serie televisiva Sex and the City.
Nel 2002 tornò al cinema come regista del lungometraggio Gaudi Afternoon, con Judy Davis, Marcia Gay Harden, Juliette Lewis e Lili Taylor, e nel 2006 come regista e produttrice di Boynton Beach Club.

## Carriera
Realizza il suo primo film, And You Act Like One Too, nel 1976, usando come location la casa dei genitori alla periferia di Filadelfia dov'era nata, terminati gli studi alla New York University Film School, come la stessa Susan Seidelman racconta presentando lo stesso film, disponibile nel web. Alla regista viene dedicata una retrospettiva, in sua presenza, alla 12° edizione del Festival della Cinémathèque française, specificatamente dal 7 al 9 marzo 2025. Cahiers du cinéma presenta l'evento in una pagina dove viene ripercorsa la carriera della regista risalendo alle sue prime esperienze, prima della partenza per New York nel 1974, tra le quali la scoperta, mentre ancora adolescente lavorava come creatrice di moda, della rivista Ms Magazine fondata da Gloria Steinem e La Femme mystifiée di Betty Friedan.

## Vita privata
Dal suo matrimonio con Jonathan Brett è nato un figlio, Ozzy.

## Filmografia parziale

### Regista

#### Lungometraggi
- Smithereens (1982)
- Cercasi Susan disperatamente (Desperately Seeking Susan) (1985)
- Cercasi l'uomo giusto (Making Mr. Right) (1987)
- She-Devil - Lei, il diavolo (She-Devil) (1989)
- Cookie (1989)
- A Cooler Climate (1999)
- Frankie & Ben – Una coppia a sorpresa (2001)
- Musical Chairs (2011)
- 50 anni in rosa (The Hot Flashes) (2013) – film TV

#### Cortometraggi
- And You Act Like One Too (1976)

### Attrice
- Chambre 666 (1982) - Documentario